# 15th The King's Hussars
Le 15th The King's Hussars (littéralement le 15e régiment de hussards du Roi) est un régiment de cavalerie de l'Armée de terre britannique (en) ayant servi de 1759 à 1922.

## Historique

### Premiers temps
Recrutée dans la région de Londres par George Augustus Eliott (1er baron Heathfield) sous le nom d'Eliott's Light Horse (« chevau-légers d'Eliott »), l'unité fut le premier des nouveaux régiments de dragons légers à être mis sur pied en 1759. Elle fut renommée en 15th Regiment of (Light) Dragoons (« 15e régiment de dragons légers ») en 1760. 

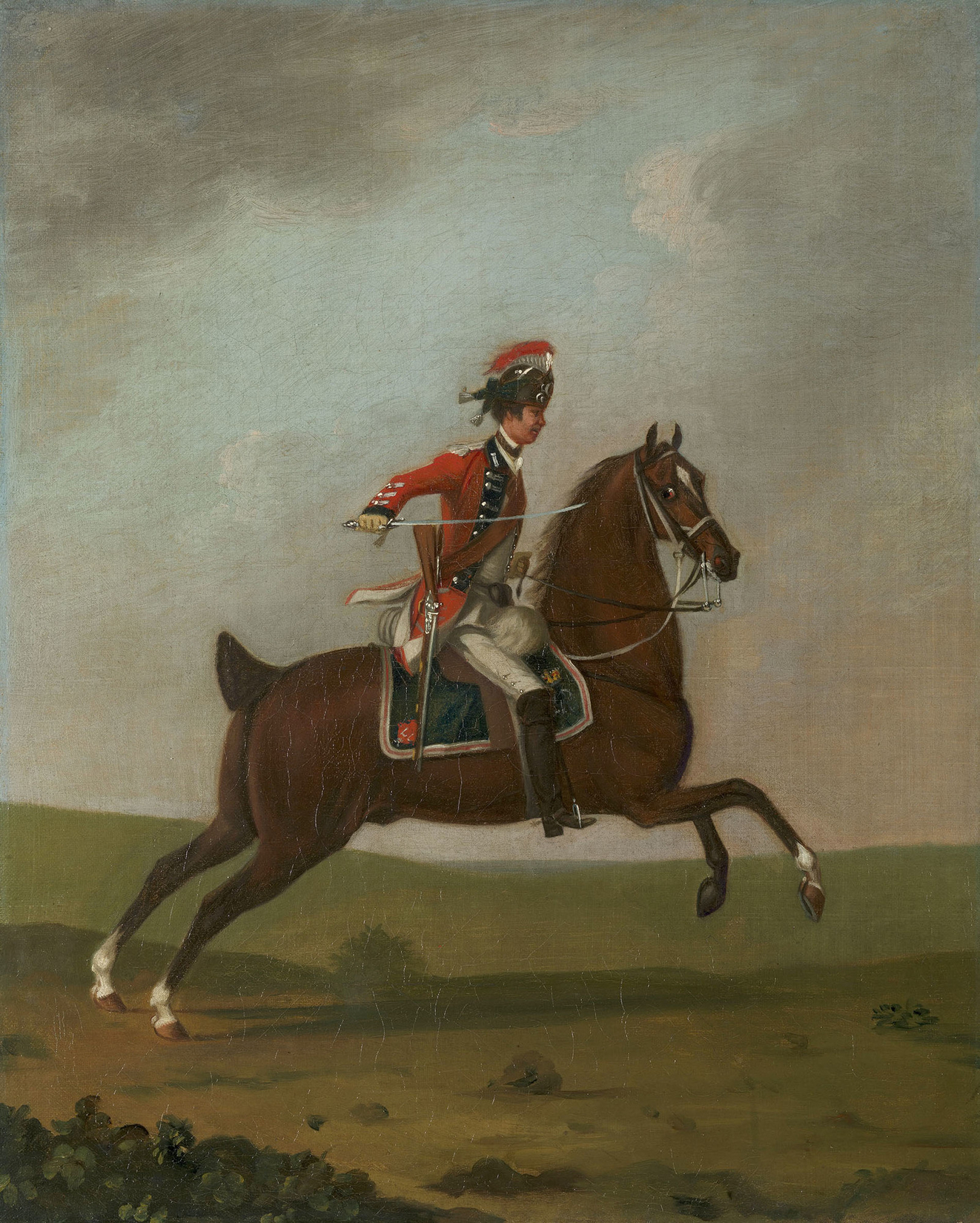
Cavalier du 15e régiment de dragons légers (huile sur toile de David Morier, vers 1760, Royal Collection).

En juin de la même année, elle débarqua à Brême pour participer aux opérations de la guerre de Sept Ans en Allemagne. Le régiment joua un rôle décisif dans la victoire remportée sur les Français à la bataille d'Emsdorf, le 16 juillet, au cours de laquelle il subit 125 des 186 pertes alliées. Le lieutenant-colonel William Erskine, commandant le régiment, présenta au roi George III les seize drapeaux capturés par ses hommes lors de cet affrontement ; le général français Christian-Sigismund von Glaubitz fut également fait prisonnier. Le 15e dragons légers chargea encore par deux fois l'arrière-garde française à la bataille de Wilhelmsthal, en juin 1762, avant de regagner l'Angleterre en juillet 1763. 
Trois ans plus tard, il devint le 1st (or The King's Royal) Regiment of Light Dragoons (« 1er régiment de dragons légers (du Roi) ») dans une tentative de modifier la numérotation des unités de dragons légers britanniques. L'ancien système fut cependant très vite rétabli et l'appellation de 15th (The King's) Regiment of (Light) Dragoons (« 15e régiment de dragons légers du Roi ») fut attribuée au corps en 1769.
En mai 1793, le 15e dragons légers débarqua à Ostende dans le cadre de la campagne des Flandres et combattit le même mois à la bataille de Famars. Il fit successivement partie des troupes assiégeantes lors du siège de Valenciennes (juin 1793) et des forces de couverture durant les sièges de Dunkerque en août suivant et de Landrecies en avril 1794. En outre, il chargea victorieusement aux batailles de Villers-en-Cauchies (24 avril 1794) et de Willems (10 mai) ; il fut également présent à la bataille de Tournai un peu plus tard dans le mois, sans y prendre toutefois une part active. Rapatrié en Angleterre en décembre 1795, le régiment prit part en octobre 1799 à la bataille d'Alkmaar, au cours de l'invasion anglo-russe de la Hollande.

### Guerres napoléoniennes
L'unité fut transformée en régiment de hussards durant l'année 1807, sous le nom de 15th (The King's) Regiment of (Light) Dragoons (Hussars) (« 15e régiment de dragons légers (hussards) du Roi »). Arrivé à La Corogne en novembre 1808 pour prendre part à la guerre d'indépendance espagnole, le 15e hussards défit deux régiments de cavalerie français au combat de Sahagún le 21 décembre. Son commandant, le colonel Colquhoun Grant, fut blessé au cours de l'engagement. Les hussards durent finalement rembarquer avec le reste du corps expéditionnaire britannique à La Corogne en janvier 1809.
Ayant reçu l'ordre de soutenir l'armée du marquis de Wellington dans la péninsule Ibérique, le régiment fut renvoyé à Lisbonne en février 1813. Il fit le coup de sabre au combat de Morales le 2 juin et à la bataille de Vitoria le 21 de ce mois. Il fut par la suite engagé dans la poursuite des forces françaises en retraite sur les Pyrénées et soutint les assauts de l'infanterie britannique aux batailles d'Orthez en février 1814 et de Toulouse en avril. Rappelée en Angleterre en juillet 1814, l'unité fut à nouveau mobilisée durant les Cent-Jours et débarqua à Ostende en mai 1815. Le 15e hussards mena une charge au cours de la bataille de Waterloo le 18 juin suivant, avant de rentrer au Royaume-Uni en mai 1816.